# 特夫赖
特夫赖（法語：Thevray，法語發音：[təvʁɛ]）是法国厄尔省的一个旧市镇，位于该省西南部，属于贝尔奈区。2016年1月1日，特夫赖和相邻的另外15个市镇合并为新市镇"乌什地区梅尼勒"（Mesnil-en-Ouche）。

## 地理
特夫赖（48°58'39"N, 0°43'51"E）面积14.9 平方千米，位于法国诺曼底大区厄尔省，该省份为法国北部内陆省份，北起滨海塞纳省，西接奧恩省和卡爾瓦多斯省，南至厄尔-卢瓦省，东临瓦兹省、瓦兹河谷省和伊夫林省。
特夫赖的时区为UTC+01:00、UTC+02:00（夏令时）。

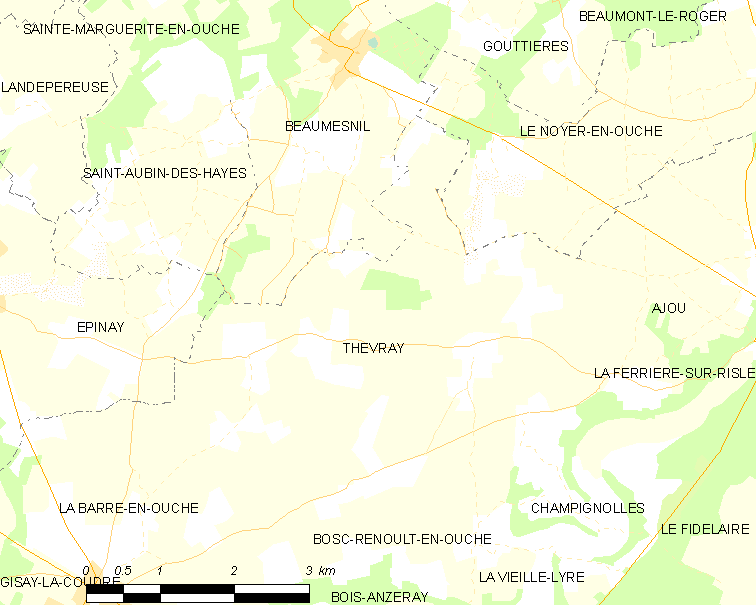
特夫赖的OSM定位图

## 行政
特夫赖的邮政编码为27330，INSEE市镇编码为27628。

## 政治
特夫赖所属的省级选区为贝尔奈县。

## 人口

1962-2008年间特夫赖人口变化图示

特夫赖于2018年1月1日时的人口数量为307人。